# Highline
Ne doit pas être confondu avec High Line.
La highline (de l'anglais ligne haute) est une discipline sportive apparue dans les années 1980, consistant à se déplacer sur une slackline tendue en hauteur, généralement assisté d'un équipement de sécurité en cas de chute. C'est un sport en plein essor, dont l'intensité physique comme mentale particulièrement importante lui confère un statut de sport extrême, malgré  une pratique de plus en plus sécurisée et l'apparition de matériel spécifique.

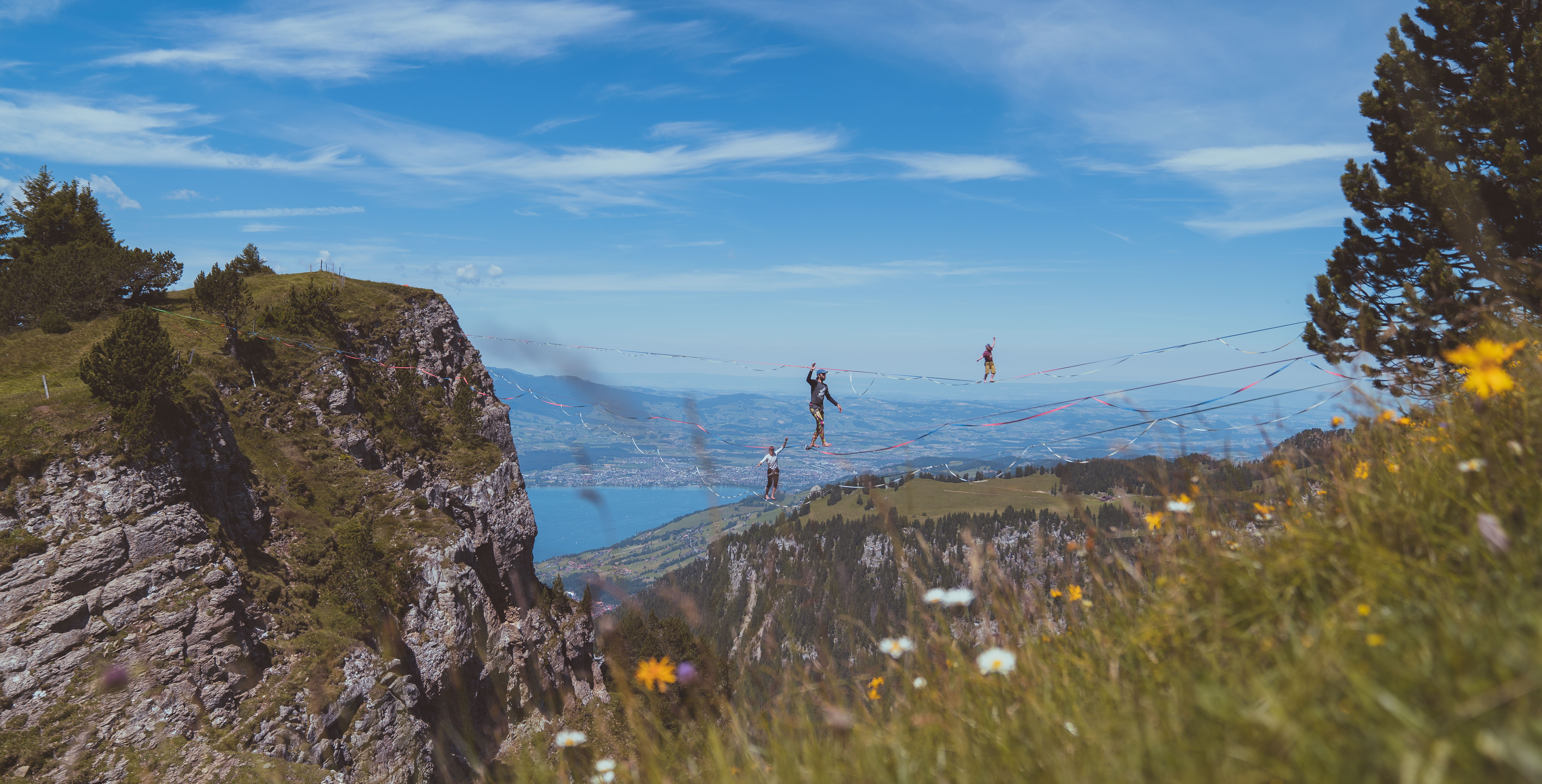
Highline sur le Niederhorn

La highline est directement liée à la pratique de la slackline mais crée aussi un lien avec d'autres disciplines telles que l'escalade, l'alpinisme, ou encore le saut sur corde ou le BASE jump.

## Historique
La highline est une évolution du funambulisme, pratique bien plus ancienne puisqu'en 1859 déjà, Charles Blondin traversa une corde de chanvre de 330m de long près des chutes du Niagara aux États-Unis.

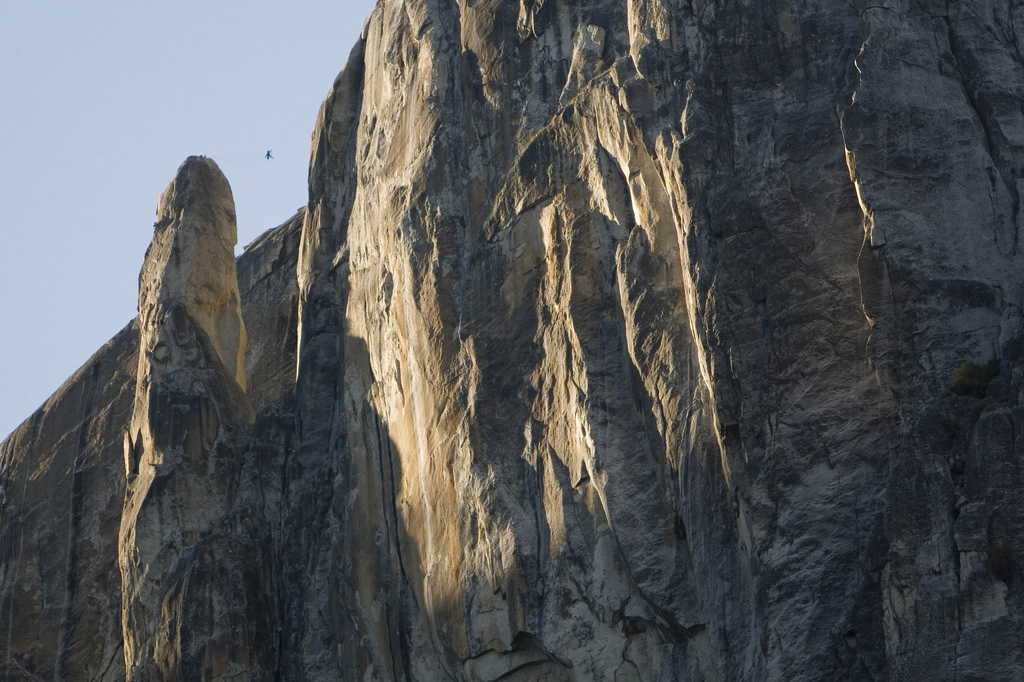
Highline au Lost Arrow Spire, dans le parc national de Yosemite en Californie, où la première highline a été traversée.

La première traversée connue d'une highline date du 13 juillet 1985 au Yosemite, Californie. Pour la première fois, Scott Balcolm traverse une sangle en nylon, s'apparentant donc à une slackline, tendue en hauteur. La sangle mesurait 17m de longueur, et était tendue à 880m du sol, sur le Lost arrow spire. La traversée a été filmée. Elle avait déjà été tentée deux ans auparavant par Adam Grosowsky et Jeff Ellington, et à la même occasion en 1985 par Darrin Carter, qui n'avaient cependant pas réussi à la traverser.

## Matériel et sécurité

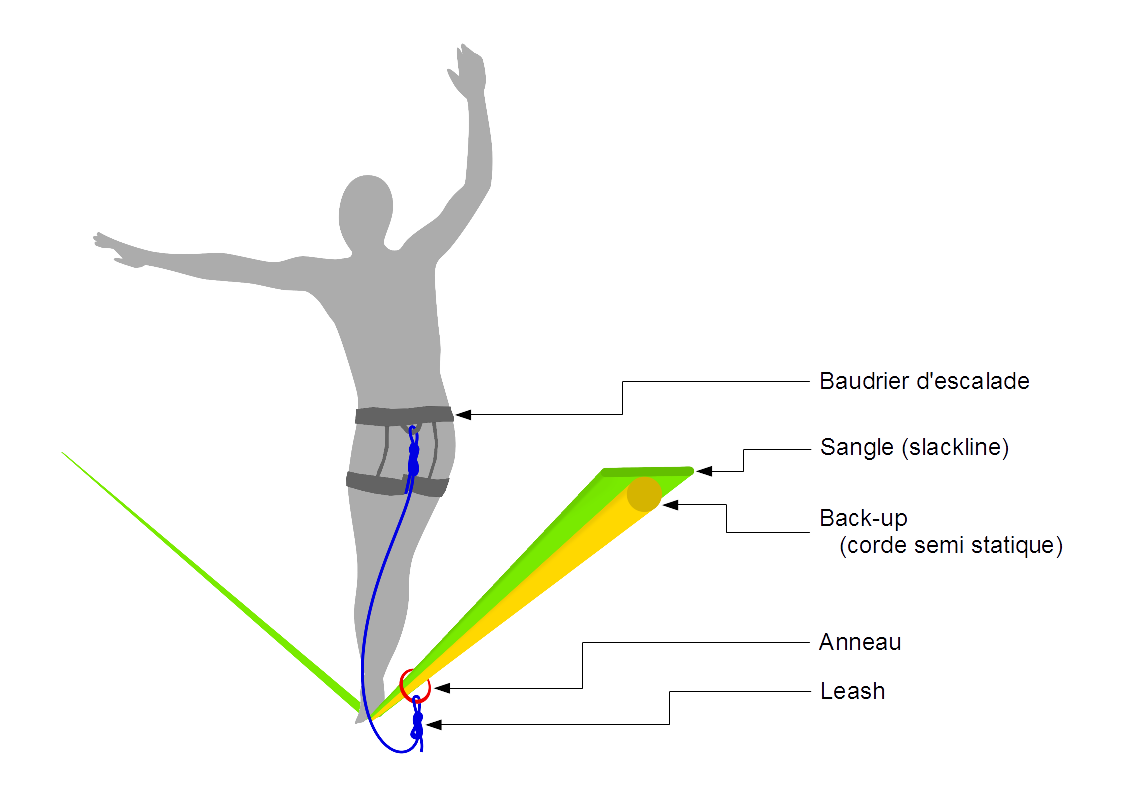
Dispositif d'assurage pour la pratique de la highline

La principale spécificité de la highline est la hauteur sous la ligne. Ainsi, la plupart du temps, un assurage est mis en place afin de parer la chute du slackeur. Lorsque cet assurage est absent, on parle de pratique en solo intégral ou en libre, vocabulaire partagé avec celui de l'escalade libre. La vie du pratiquant est alors mise en jeu.

### Baudrier etleash
Assuré, le pratiquant est retenu à la slackline par un leash noué à son baudrier d'un côté, et à un ou deux anneaux qui glissent le long de la slackline de l'autre (voir schéma ci-contre). Des pratiques intermédiaires existent, où le slackeur est retenu par une simple ceinture (swami) ou un dispositif à la cheville, dispositifs comportant de grands risques de blessures, pouvant même être mortelles.

### Ligne de sécurité /backup

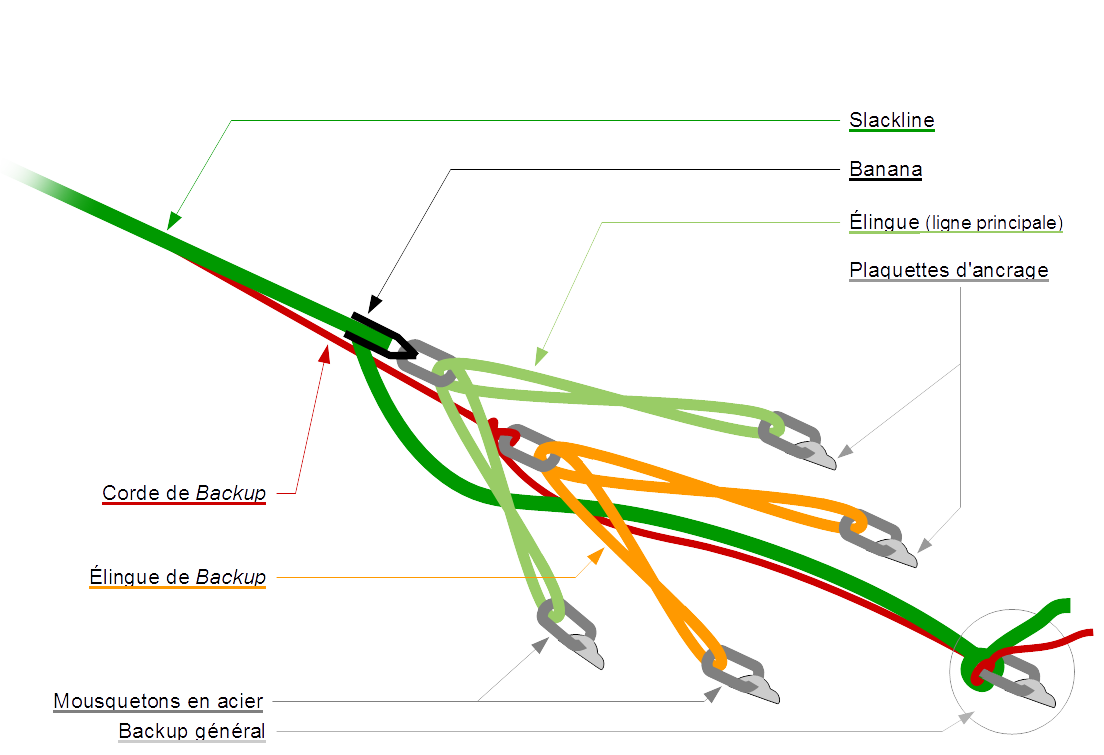
Exemple schématique d'un ancrage de highline sur 5 points d'ancrage

Pour plus de sécurité lors d'un assurage par baudrier, tous les éléments entrant en jeu dans l'assurage du pratiquant sont souvent doublés. Une deuxième ligne, appelée backup, est placée sous la slackline principale. Il s'agit le plus souvent d'une corde semi-statique dont l'allongement est faible, faiblement tendue sous la slackline et scotchée à cette dernière, entre des ancrages indépendants de ceux de la slackline principale. Parfois, le backup est une seconde slackline, moins tendue que la principale. Un ou deux anneaux d'assurage, en acier, coulissent le long de l'ensemble sangle-backup. Des descendeurs en huit peuvent être utilisés à cet effet. Ils servent à y fixer le leash. Le leash, parfois doublé (deux cordes dynamiques ou une corde dans une sangle tubulaire), relie le baudrier du slackeur aux anneaux.

### Ancrage

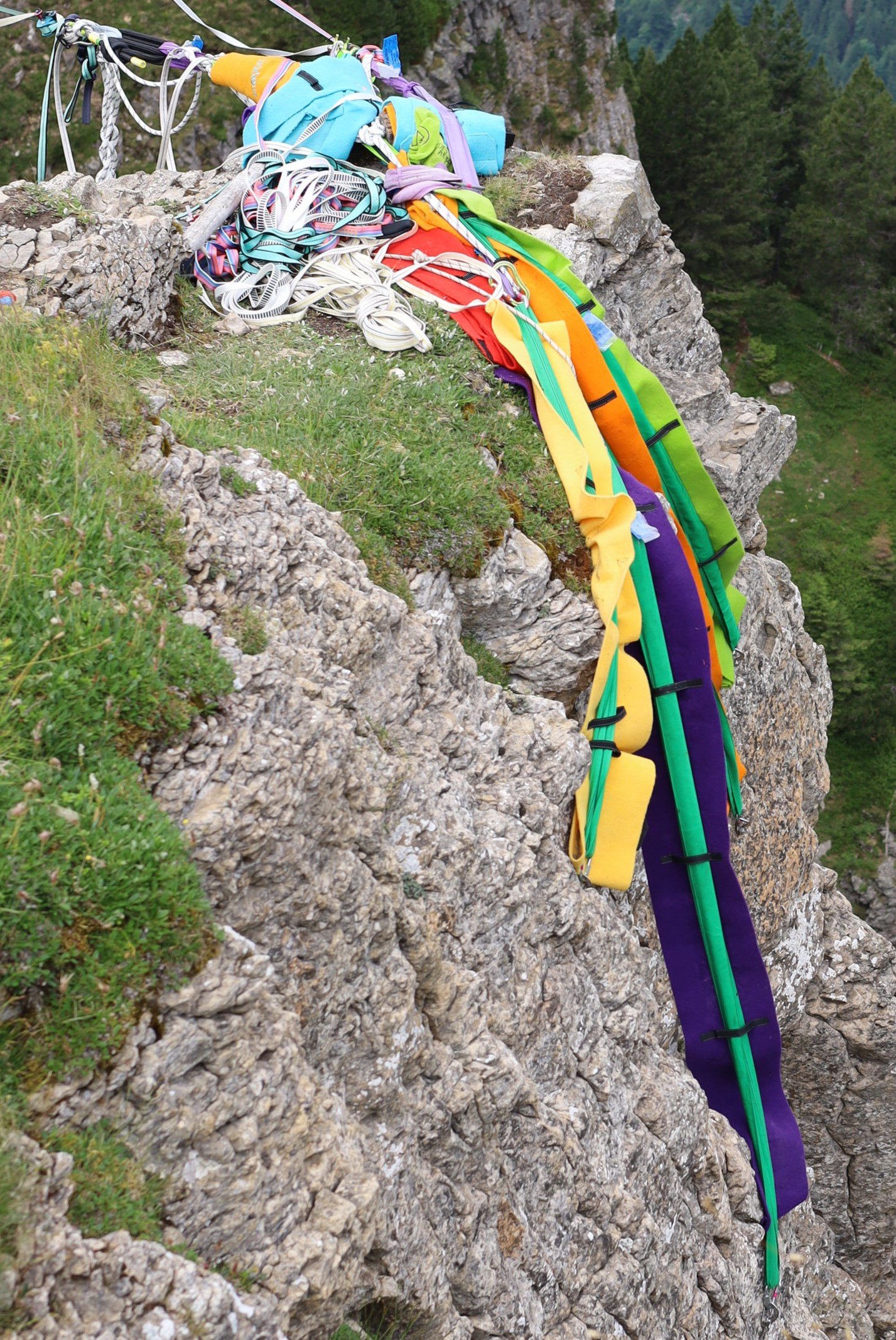
Quatre points d'ancrage sur spit pour deux highlines sur le Niederhorn

Les ancrages sont des dispositifs mécaniques primordiaux dans la sécurisation d'une highline. Ainsi, la slackline et la ligne de sécurité appelée backup doivent être ancrées de manière complètement indépendante. Les points d'ancrage de part et d'autre de l'installation sont donc multiples, pouvant aller jusqu'à 6 voire 7 points d'ancrage pour des installations nécessitant des résistances plus importantes (longlines).
La hauteur minimum de sécurité d'une highline (communément admise de cinq mètres) est déterminée par la flèche de la slackline lors d'une chute (pouvant dépasser deux mètres), la longueur du leash (environ un mètre), et dans une moindre mesure la taille du slackeur. L'International Slackline Association recommande une hauteur d'installation égale au tiers de la longueur de la ligne, plus trois mètres : pour une ligne de 30 mètres : 30/3 + 3 = 13 mètres.

## Records

### Longueur
Le record du monde en longueur est régulièrement battu, les dernières étapes dans l'ordre chronologique étant les suivantes :
- En 2014, l'américain Jerry Miszewski, traverse une highline de 305 mètres, dépassant pour la première fois la longueur symbolique des 1 000 pieds (1003 exactement), au-dessus de la rivière de Cosumnes (en) en Californie[5].
- Le record est ensuite battu le 9 juin 2015 par le Français Nathan Paulin, qui traverse une highline de 403 mètres située à plus de 250 mètres de haut, au-dessus du Cassé de la rivière de l'Est à l'île de La Réunion[6].
- Le 27 juin 2015 dans le cadre des Natural Games (Millau) ce record est de nouveau battu conjointement par le Français Nathan Paulin et, quelques minutes après, par le tchèque Danny Mensik dans les gorges de la Jonte en France. La longueur établie est de 469 mètres[7].
- Le 26 septembre 2015, Samuel Volery, établit le nouveau record du monde de 477 mètres, traversée dans la soirée, lors du Highline Extrême, au Moléson, en Suisse.
- En novembre 2015, l'athlète français Théo Sanson établit un nouveau record. En effet, il a traversé une highline de 497 mètres de longueur entre les deux plus hautes falaises[Lesquels ?] de l'état américain de l'Utah.
- Le 19 avril 2016, Nathan Paulin et Danny Mensik ont plus que doublé la longueur record sur une sangle en dyneema longue de 1 022 mètres, à Aiglun, dans les Alpes-de-Haute-Provence en France[8].
- Le 9 juin 2017, Nathan Paulin repousse le record à 1 680 mètres sur une highline tendue entre le Gard et l'Hérault, au-dessus du cirque de Navacelles.
- Le 23 septembre 2018, 6 athlètes internationaux battent une fois de plus le record de longueur en marchant 1 900 mètres proche d'Asbestos au Québec. Les détenteurs du record sont : Mia Noblet (2h10) et Lukas Irmler (58 min). Les athlètes ayant également traversé sont : Dany Bouchard (2h02), Camille L-b (3h13), Julien Desforges (2h10), Anthony Boulay (2h00), Renaud Vézeau (2h04), Ludovic Tardif (2h04), Liz Thomas lizasouras (2h49), Michael Madsen (2h30), Ari DeLashmutt (1h41), Caël Trudeau-Cauchon (2h25) et Spencer Seabrooke. Grâce à ce record du monde, il n'y a plus à faire de différence entre le record féminin et masculin. En effet Mia Noblet bat à cette date son propre record datant du 5 septembre 2018 consistant en la traversée de 1 020 mètres de sangle au-dessus d'un fjord en Norvège.
- En Juillet 2021, en Norvège[C'est-à-dire ?], une ligne de 2 130 mètres est installée à Lapporten en Suède. Quirin Herterich, Lukas Irmler, Ruben Langer et Friedi Kühne la traversent sans chute[9].
- En Août 2022, en France, dans le massif du Sancy (Puy-de-Dôme), Augustin Moinat, Tania Monier, Arthur Lefebvre, Mia Noblet, Benoît Brume, Mattis Reisner, Joseph Premoselli and Julien Roux parcourent une sangle de 2 700 mètres de long entre le puy de l'Angle et le roc de Cuzeau, à près de 1 500 mètres d’altitude et à 300 mètres du sol[10].

### Hauteur
Le record du monde de hauteur en highline était détenu par Andrew Lewis, qui traverse une slackline entre deux montgolfières à 1 200 mètres de hauteur en mars 2014.
Le Français Julien Roux a signé un exploit en jouant les équilibristes sur une sangle aérienne tendue entre deux montgolfières à 4832 mètres d’altitude. Lyonnais d’origine et Annécien d’adoption, Julien Roux vient d’entrer dans le livre Guinness des records avec un exploit extrêmement spectaculaire. Athlète de 28 ans spécialisé dans la highline (une pratique consistant à marcher sur une sangle en équilibriste à haute altitude), le Français a établi une nouvelle performance en traversant la plus haute highline du monde reliant deux montgolfières à une hauteur de 4.255 mètres de haut (hauteur du sol à la ligne), soit 4.832 mètres d’altitude (à partir du niveau de la mer), 27 mètres plus haut que le Mont-Blanc, le toit de l’Europe ! Cette performance a été réalisée sur le territoire suisse, dans le canton de Fribourg, au coucher du soleil, le 15 novembre 2024. Le défi s’est achevé par un saut en parachute.

## Filmographie
- 2011 : I Believe I Can Fly, de Seb Montaz
- 2013 : Le Petit Bus rouge, de Seb Montaz
- 2014 : De fil en aiguilles, de Laurent Triay
- 2015/16 : Bartas, de Quentin Sixdeniers (Les Six Patates)
- 2020 : Arves-en-Ciel, de Antoine Mesnage
- 2024 : Des Equilibres, de Antoine Mesnage